# ユリウス・フラウエンシュテット
クリスチャン・マルティン・ユリウス・フラウエンシュテット（Christian Martin Julius Frauenstädt, 1813年4月17日 - 1879年1月13日)は、ドイツの哲学者である。ポズナン大公国のボヤノヴォに生まれた。ナイセの伯父の家で教育を受け、1833年にユダヤ教からキリスト教に改宗した。神学を学び、後にフンボルト大学ベルリンで哲学を学んだ。彼はアルトゥル・ショーペンハウアーに弟子入りし、1848年に彼のベルリンの住まいに居候するようになった。ベルリンで死去した。
フラウエンシュテットはアルトゥル・ショーペンハウアーの弟子だった。それは著作に示されている。著書は次の通りである。
- "Studien und Kritiken zur Theologie und Philosophie," Berlin, 1840
- "Ueber das Wahre Verhältniss der Vernunft zur Offenbarung," Darmstadt, 1848
- "Aesthetische Fragen," Dessau, 1853
- "Die Naturwissenschaft in Ihrem Einfluss auf Poesie, Religion, Moral, und Philosophie," ib. 1855
- "Der Materialismus, Seine Wahrheit und Sein Irrthum," ib. 1856 (written against Ludwig Büchner)
- "Briefe über die Natürliche Religion," ib. 1858
- "Lichtstrahlen aus ImmanuelKant's Werken," ib. 1872.

ショーペンハウアーはフラウエンシュテットを自らの遺書管理人に指名した。そして彼の著作の編集を引き受けさせた。フラウエンシュテットの著作の中で特にショーペンハウアーに関連するものは次の通りである。
- "Briefe über die Schopenhauer'sche Philosophie," Leipzig, 1854
- "Lichtstrahlen aus Schopenhauer's Werken," ib. 1862, 7th ed. 1891 (with Otto Lindner)
- "Schopenhauer, von Ihm und über Ihn," Berlin, 1863
- "Aus Schopenhauer's Handschriftlichem Nachlass," Leipzig, 1864
- "Das Sittliche Leben," ib. 1866
- "Blicke in die Intellektuelle, Physische, und Moralische Welt," ib. 1869; "Schopenhauer-Lexikon," ib. 1871
- "Neue Briefe über die Schopenhauer'sche Philosophie," ib. 1876.

フラウエンシュテットは"Gesammtausgabe der Werke Schopenhauer's," 6 vols., ib. 1873–74, 2d ed. 1877.を編集した。

## 関連書籍
- De le Roi, Gesch. der Evangelischen Juden-Mission, p. 215;
- Meyers Konversations-Lexikon